# Adrià Guevara i Figueras
Adrià Guevara i Figueras (Vilanova i la Geltrú, 9 de novembre de 1996) és un polític i internacionalista català, Secretari Nacional de Relacions Internacionals d’Esquerra Republicana des de desembre de 2024. Durant la XII-XIV legislatura fou diputat al Parlament de Catalunya.

## Biografia
És graduat en Global Studies per la Universitat Pompeu Fabra, un grau que va acabar a la Universitat Bocconi de Milà (Itàlia) per completar la seva formació en política internacional i governança. També té un màster en Comunicació Corporativa per la UOC.
Durant el període 2019-2023 fou regidor al govern de l'Ajuntament de Vilanova i la Geltrú, on s'ocupà dels àmbits d'Administració Electrònica i TIC, Oficina d'Entitats, Infància i Joventut, Promoció Econòmica i Memòria Històrica. També fou membre, durant aquest mateix període, del Consell Comarcal del Garraf, exercint de cap de l'oposició i portaveu del grup dels republicans.
El febrer de 2023 esdevingué diputat al Parlament de Catalunya després de la renúncia d’Ernest Maragall i Mira. En aquesta cambra, fou membre de les comissions d’Acció Exterior, Unió Europea i Cooperació; Recerca i Universitats, Control de l'Actuació de la Corporació Catalana de Mitjans Audiovisuals (CCMA) i Joventut.
El desembre de 2023, formant part de la candidatura Militància Decidim encapçalada per Oriol Junqueras i Vies i Elisenda Alamany i Gutiérrez, fou escollit Secretari Nacional de Relacions Internacionals d’Esquerra Republicana.